# Famille Grioni
 (juillet 2024).
La famille Grioni est une famille patricienne de Venise, arrivée dans la cité dès le Xe siècle et fait partie des nobles lors de la clôture du Maggior Consiglio.

## Armes

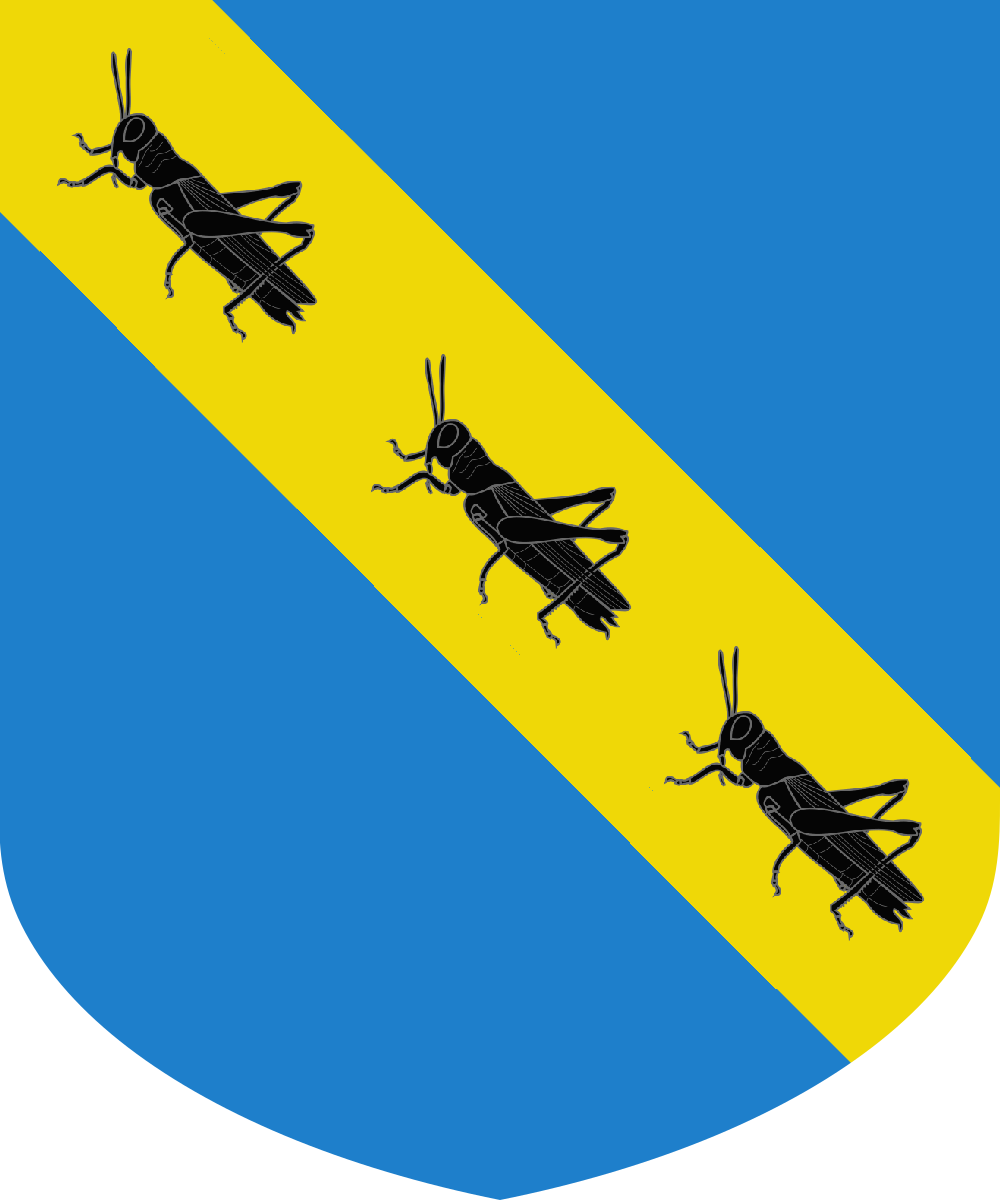
armes des Grioni

Les armes des Grioni se blasonnent ainsi d'une bande d'or chargée de trois grils de sable en champ d'azur.

## Demeures

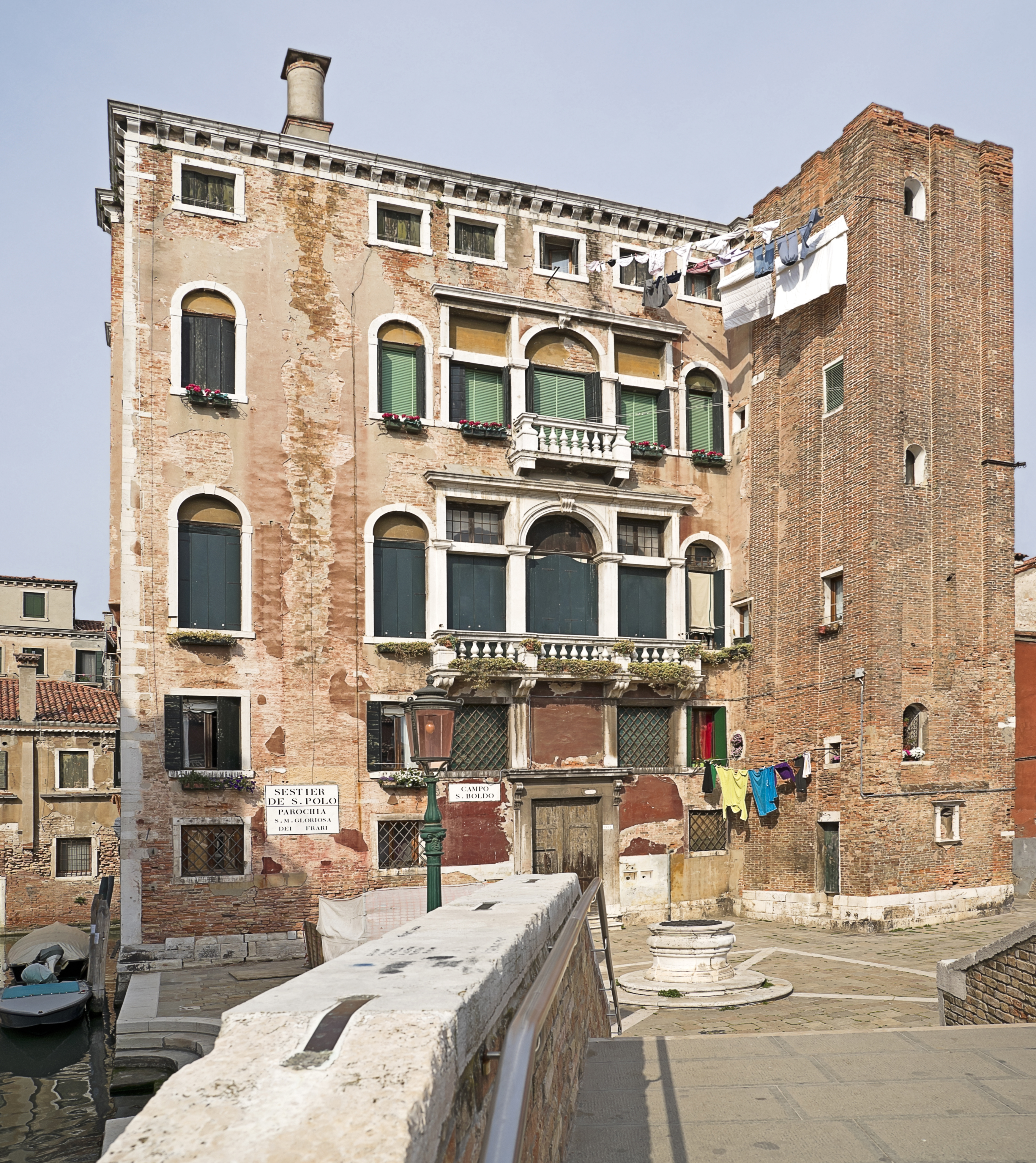
Le palais Grioni et le Campanile de San Boldo

- Palais Grioni (ou Businello)